# Крішан (комуна)
Крішан (рум. Crișan) — комуна у повіті Тулча в Румунії. До складу комуни входять такі села (дані про населення за 2002 рік):
- Караорман (434 особи)
- Крішан (487 осіб) — адміністративний центр комуни
- Міла 23 (493 особи)

Комуна розташована на відстані 272 км на схід від Бухареста, 45 км на схід від Тулчі, 126 км на північний схід від Констанци, 109 км на схід від Галаца.

## Населення
За даними перепису населення 2002 року у комуні проживали 1414 осіб.
Національний склад населення комуни:
| Національність   | Кількість осіб | Відсоток |
| ---------------- | -------------- | -------- |
| румуни           | 921            | 65,1%    |
| росіяни-липовани | 348            | 24,6%    |
| українці         | 145            | 10,3%    |

Рідною мовою назвали:
| Мова       | Кількість осіб | Відсоток |
| ---------- | -------------- | -------- |
| румунська  | 989            | 69,9%    |
| російська  | 327            | 23,1%    |
| українська | 98             | 6,9%     |

Склад населення комуни за віросповіданням:
| Релігія      | Кількість осіб | Відсоток |
| ------------ | -------------- | -------- |
| православні  | 1058           | 74,8%    |
| старообрядці | 354            | 25,0%    |
| баптисти     | 1              | 0,1%     |
| адвентисти   | 1              | 0,1%     |